# Fontiès Cabardés
Fontiès Cabardés (en francès Fontiers-Cabardès) és un municipi de França de la regió d'Occitània, al departament de l'Aude. L'1 de gener del 2022 tenia 467 habitants.